# Ian Graham Gass
Ian Graham Gass (* 20. März 1926 in Gateshead; † 8. Oktober 1992 in Bedford) war ein britischer Geologe.

## Leben
Er ging in Newcastle-upon-Tyne und Huddersfield zur Schule. Nach dem Wehrdienst studierte Geologie er an der University of Leeds bei W. Q. Kennedy (einem Experten für die schottischen Highlands) mit dem Bachelor-Abschluss 1952, dem Master-Abschluss 1955 und der Promotion 1960. Von 1952 bis 1955 war er beim Geological Survey des Sudan und 1955 bis 1960 bei dem von Zypern. 1960 wurde er Assistant Lecturer an der Leicester University bei Peter Sylvester-Bradley und 1961 Lecturer und dann Senior Lecturer an der University of Leeds bei W. Q. Kennedy, der dort 1955 ein Forschungsinstitut für afrikanische Geologie gegründet hatte, das von seinem Nachfolger Robert Shackleton fortgeführt wurde. Die Geologie Afrikas war auch ein Schwerpunkt der Forschung von Gass. Ab 1969 war er Professor für Geowissenschaften an der neu gegründeten Open University, ab 1982 mit einem persönlichen Lehrstuhl. Er leitete dort die Abteilung Geowissenschaften und baute diese Fakultät auf. 1991 wurde er emeritiert. Noch 1992 war er Honorary Visiting Lecturer an der University of Leeds. Damals hatte er schon einen Schlaganfall erlitten.
In Zypern entdeckte er, dass das Troodos-Gebirge aus bei der Kollision von Afrika mit Eurasien aufgeschobener Meereskruste besteht (Ophiolith), was er 1968 in Nature veröffentlichte. Die Ophiolithen auf Zypern gehören zu dem am besten Erforschten und waren eine Stütze in der Entwicklung der Plattentektonik in den 1960er Jahren. Viele seiner späteren Arbeiten betrafen Ophiolithe. Ein weiterer Schwerpunkt war die Geologie Afrikas. In einem Lehrbuch an der Open University von 1971 vertrat er einen interdisziplinären Zugang zu den Geowissenschaften. Er war auch für Geologie-Sendungen bei der BBC verantwortlich, zum Beispiel über die Geologie von Skye und dessen Basalt-Vulkanismus im Paläozän.
1962 leitete er die Expedition der Royal Society nach Tristan da Cunha, wo gerade eine Vulkaneruption stattfand.
1983 bis 1987 war er Präsident der International Association for Volcanology & Chemistry of the Earth’s Interior (IAVCEI).
1972 erhielt er einen D. Sc. der University of Leeds. Er war Fellow der Royal Society (1983) und erhielt 1988 die Murchison Medal und 1979 die Prestwich Medal.
Er war seit 1955 mit Mary Pearce verheiratet und hatte einen Sohn und eine Tochter.

## Schriften
- I. G. Gass, Peter J. Smith, R. C. L. Wilson (Hrsg.): Understanding the earth: a reader in the earth sciences, Open University set book. Sussex: Artemis Press. 1971
- Tom N. Clifford, Ian G. Gass (Hrsg.): African Magmatism and Tectonics. Edinburgh: Oliver and Boyd, 1970
- P. E. Baker, I. G. Gass, P. G. Harris, R. W. Le Maitre: The volcanological report of the Royal Society Expedition to Tristan da Cunha, 1962, Philosophical Transactions of the Royal Society of London. Series A, Mathematical and Physical Sciences, Band 256, 1964, S. 439–575.
- Ian G. Gass, D. Masson-Smith: The Geology and Gravity Anomalies of the Troodos Massif, Cyprus, Philosophical Transactions of the Royal Society A: Mathematical, Physical and Engineering Sciences, Band 255, 1963, S. 417.
- Ian G. Gass: Is the Troodos Massif of Cyprus a Fragment of Mesozoic Ocean Floor?, Nature, Band 220, 1968, S. 39